# Euphorbia shebeliensis
Euphorbia shebeliensis är en törelväxtart som först beskrevs av Michael George Gilbert, och fick sitt nu gällande namn av Peter Vincent Bruyns. Euphorbia shebeliensis ingår i släktet törlar, och familjen törelväxter.
Artens utbredningsområde är Etiopien. Inga underarter finns listade i Catalogue of Life.